# Кулиджанов, Валерий Михайлович
Валерий Михайлович Кулиджанов (28 февраля 1945, Москва, СССР) — советский футболист, защитник.

## Карьера
Воспитанник ДЮСШ «Спартак» Москва. Выступал в командах «Спартак» Москва и «Динамо» Вологда. 15 октября 1964 года провёл единственный матч за «Спартак» против ленинградского «Зенита». Домашняя игра чемпионата СССР завершилась победой москвичей 2:1.